# Music & Media
Music & Media (traduïble al català com «Música i mitjans de comunicació») va ser una revista paneuropea de ràdio, música i entreteniment. Va ser publicada per primer cop en 1984 com Eurotipsheet, però el 1986 va canviar el nom pel de Music & Media. Al principi tenia seu a Amsterdam, però més tard es va traslladar a Londres. La revista se centrava específicament en ràdio, TV, música, llistes i àrees d'entreteniment relacionades, com ara festivals i esdeveniments. La publicació de Music & Media va cessar l'agost del 2003. Music & Media era la publicació germana de la revista Billboard.